# The Velvet Rope World Tour
Il The Velvet Rope World Tour (conosciuto anche come The Velvet Rope Tour) è il terzo tour mondiale della cantante statunitense Janet Jackson, per la promozione dell'album in studio The Velvet Rope. Il tour partì il 16 aprile 1998 da Rotterdam, Paesi Bassi e si concluse a Honolulu, Hawaii il 30 gennaio del 1999 dopo aver visitato Europa, Africa, Oceania e Asia.
Si tratta della prima e unica tournée della cantante che abbia toccato l'Italia. L'unica tappa italiana si tenne il 5 maggio 1998 a Milano al Forum di Assago.

## Descrizione

### Annuncio

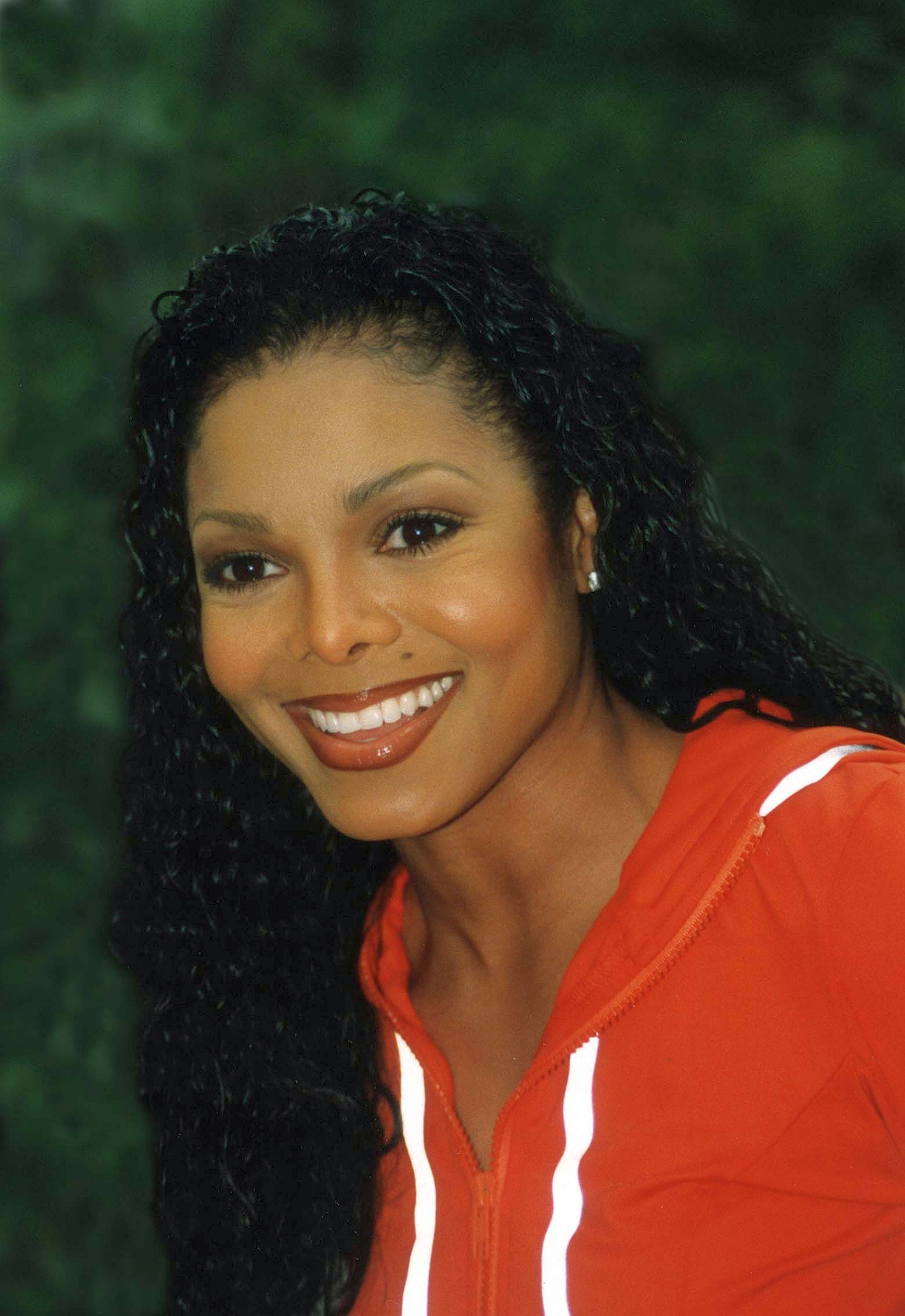
Janet Jackson nel 1998

Il tour venne annunciato dalla cantante nel marzo del 1998 durante una conferenza stampa a New York alla presenza del sindaco Rudolph Giuliani e del generale dell'esercito degli Stati Uniti in pensione Colin Powell dove si impegnò a donare una parte dei proventi all'associazione di beneficenza ai giovani di Powell "America's Promise" dichiarando:
(Janet Jackson, conferenza stampa per l'annuncio del tour, marzo 1998)
Janet Jackson discusse poi con MTV News di come i temi per adulti del suo nuovo album sarebbero stati mostrati dal vivo, ma non si spinse a raccontare quanto fosse esplicita la nuova esibizione sul palcoscenico o quale potesse essere la scaletta, dicendo soltanto:
(Janet Jackson, intervista ad MTV News, marzo 1998)

### Concetto e ispirazione
Secondo la Jackson l'intero concetto del tour è comparso improvvisamente nella sua testa mentre era a Parigi per la presentazione dell'album, alla fine del 1997. L'idea delle corde di velluto che separano le persone l'una dall'altra e da sé stesse c'era già, così come diversi riferimenti al teatro degli anni Venti e Trenta.
Con alcuni momenti allegri, altri più seri e altri ancora più sexy, Janet Jackson mostrò al pubblico un riflesso della sua vita in quel momento, considerata da alcuni un periodo oscuro. Le scenografie e l'illuminazione scenica riecheggiavano l'ispirazione che Janet prendeva dal teatro. In un'intervista per MTV la cantante dichiarò che queste furono progettate per dare l'impressione di un'illuminazione a candele, come in un teatro antico. All'inizio dello spettacolo la cantante usciva da un libro, una metafora sull'apertura dei contenuti della sua vita, dei suoi sentimenti e delle sue fantasie più particolari.

### Messa in scena
Tina Landon, coreografa e sua amica di lunga data, si occupò delle coreografie. Condividendo la direzione creativa della Jackson, la Landon creò una messa in scena molto più complessa e sensuale rispetto a quella del precedente Janet. World Tour. La direzione musicale fu gestita da Rex Salas, e il palcoscenico e i video furono realizzati da Mark Fisher, che aveva lavorato in passato con grandi nomi come Pink Floyd, U2 e The Rolling Stones. Il tecnico delle luci LeRoy Bennett e il programmatore Gary Westcott impostarono un'illuminazione adatta ad uno spettacolo soprattutto di danza. Tutti i costumi di Janet furono disegnati da David Cardona. Molti dei nove cambi d'abito avevano uno stile androgino.

### Partenza del tour
Il tour iniziò in Europa, a Rotterdam, Paesi Bassi, nell'aprile 1998. La popstar era innamorata del luogo, dove era passata durante il tour promozionale dell'album, e decise pertanto di far partire il tour da lì. In diverse interviste, la cantante dichiarò che iniziare in Europa fu la decisione migliore dal momento che la reazione del pubblico e le prestazioni dell'album in generale erano migliori rispetto a quelle degli Stati Uniti.

### Gruppi spalla
Tra gli artisti che suonavano in apertura durante la parte americana del tour figuravano gli allora esordienti Usher e la band N'Sync con un giovanissimo Justin Timberlake, mentre gli Another Level erano gli artisti designati ad aprire i concerti per la parte europea.

### Lo spettacolo

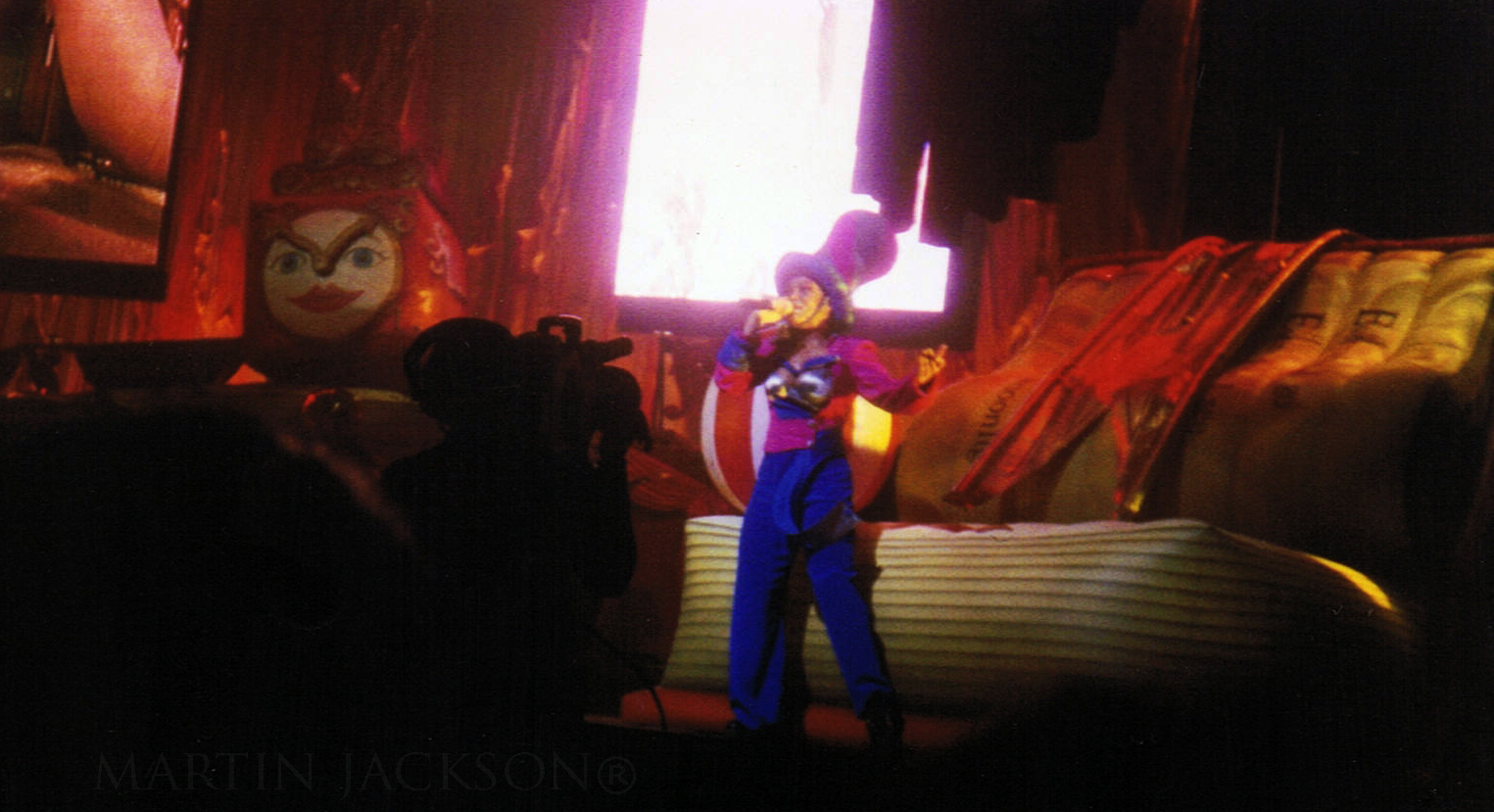
Janet Jackson esegue il "whimsical medley" al Forum di Assago a Milano il 5 maggio 1998

I concerti iniziavano col palco completamente coperto da un enorme sipario di velluto, che veniva poi alzato rivelando un gigantesco libro sul palco dal titolo "The Velvet Rope", che veniva aperto da una ballerina rivelando due schermi giganti al LED, che mostravano immagini astratte. Improvvisamente, accompagnati da una fragorosa esplosione, gli schermi si dividevano in due parti lasciando entrare in scena la cantante vestita di nero con un grosso cilindro sulla testa, che tra fumo e luci iniziava a intonare The Velvet Rope accompagnata da numerosi ballerini. Seguivano in successione If, suo grande successo, e You, brano dell'ultimo album, entrambe accompagnate da coreografie elaborate. Era poi il turno delle lente Let's Wait Awhile ed Again, accompagnate solo da una chitarra.
Dopo un medley di tracce dell'album Control toccava al segmento soprannominato "whimsical medley" ("medley bizzarro"), eseguito in maniera simile anche nel precedente tour.
Seguiva Alright, che si rifaceva alle atmosfere anni Trenta/Quaranta del relativo videoclip. Nel segmento successivo, Janet si faceva più sexy, sceglieva uno spettatore e lo portava sul palco, lo legava ad una sedia e ballava sensualmente davanti a lui il pezzo Rope Burn accompagnata da due ballerine. Dopo alcuni successi come Black Cat e Rhythm Nation, su una coreografia militare coi nunchaku, il concerto si concludeva con la canzone di maggiore successo tra quelle recenti, Together Again.
La rivista Rolling Stone descrisse con entusiasmo la messa in scena:
(Rolling Stone, 1998)

## Home video
Il concerto tenutosi al Madison Square Garden di New York l'11 ottobre 1998 fu registrato e pubblicato con il titolo The Velvet Rope Tour - Live in Concert. Riscontrò un buon successo di vendite diventando Disco di platino, ma anche di ascolti quando fu messo in onda su HBO, totalizzando oltre 15 milioni di telespettatori.
Gli spettacoli di Glasgow e Manchester furono anch'essi ripresi e successivamente alcuni spezzoni furono inclusi nel videoclip della canzone You, pubblicato a metà settembre, quando il tour stava attraversando il Nord America.

## Critica
Lo spettacolo ebbe critiche entusiaste. La rivista Jet Magazine scrisse: «Il suo spettacolo è una grande produzione teatrale che ricorda ai suoi fan una stravaganza musicale in stile Broadway».
Rolling Stone dichiarò: «Il glamour in stile Las Vegas ha prevalso sulla sostanza musicale quando Janet Jackson ha dato il via al suo Velvet Rope World Tour con uno spettacolo incredibile che ha messo in scena abbastanza effetti speciali da rendere il film Armageddon simile a A spasso con Daisy» e aggiunse: «L'instancabile Jackson ha cantato ventisei successi, più di venti numeri di ballo, nove cambi d'abito, quattro (quasi ridicoli) set elaborati, pirotecnica costante [...] in due ore e mezzo di pura beatitudine da divertimento estivo. La sua voce e il suo gioco di gambe possono risentire se confrontate a quelle di suo fratello maggiore Michael, ma il "Re del pop" ha uno sfidante familiare legittimo quando si tratta di pura spettacolarità».

## Premi e riconoscimenti
The Velvet Rope Tour fu nominato per quattro Emmy Awards nel 1999 e ne vinse uno per "Notevole direzione tecnica di uno speciale foto/video". 
Lo stesso anno vinse anche due NAACP Image Awards come "Notevole programma/speciale di varietà" e "Notevole performance in un programma/speciale di varietà".

## Scaletta
1. Video Introduction
2. Velvet Rope
3. If
4. You
5. Every Time (solo nell'ultima tappa di Tokyo)
6. Medley: Let's Wait Awhile/Again
7. Control Medley: Control/The Pleasure Principle/What Have You Done for Me Lately/Nasty
8. Throb
9. Whimsical Medley: Escapade/When I Think of You/Miss You Much/Runaway/Whoops Now (solo nel tour europeo)/Love Will Never Do (Without You)
10. Alright
11. I Get Lonely
12. Any Time, Any Place (Instrumental Interlude)
13. Rope Burn
14. Black Cat
15. What About
16. Rhythm Nation
17. Special
18. That's the Way Love Goes
19. Got 'til It's Gone
20. Go Deep
21. Together Again

## Date concerti
| Data              | Città               | Stato                 | Luogo                            |
| Europa            | Europa              | Europa                | Europa                           |
| ----------------- | ------------------- | --------------------- | -------------------------------- |
| 16 aprile 1998    | Rotterdam           | Paesi Bassi           | Ahoy Rotterdam                   |
| 17 aprile 1998    | Rotterdam           | Paesi Bassi           | Ahoy Rotterdam                   |
| 19 aprile 1998    | Gand                | Belgio                | Flanders Expo                    |
| 29 aprile 1998    | Parigi              | Francia               | Parigi-Bercy                     |
| 1º maggio 1998    | Monaco di Baviera   | Germania              | Olympiahalle                     |
| 3 maggio 1998     | Vienna              | Austria               | Wiener Stadthalle                |
| 5 maggio 1998     | Milano              | Italia                | Forum di Assago                  |
| 7 maggio 1998     | Stoccarda           | Germania              | Hanns-Martin-Schleyer-Halle      |
| 8 maggio 1998     | Francoforte         | Germania              | Festhalle Frankfurt              |
| 9 maggio 1998     | Lipsia              | Germania              | Messehalle                       |
| 11 maggio 1998    | Copenaghen          | Danimarca             | Forum Copenhagen                 |
| 13 maggio 1998    | Turku               | Finlandia             | Elysée Arena                     |
| 15 maggio 1998    | Oslo                | Norvegia              | Oslo Spektrum                    |
| 16 maggio 1998    | Stoccolma           | Svezia                | Stockholm Globe Arena            |
| 17 maggio 1998    | Göteborg            | Svezia                | Scandinavium                     |
| 19 maggio 1998    | Berlino             | Germania              | Velodrom                         |
| 20 maggio 1998    | Dortmund            | Germania              | Westfalenhallen                  |
| 22 maggio 1998    | Zurigo              | Svizzera              | Hallenstadion                    |
| 24 maggio 1998    | Tolone              | Francia               | Le Zénith                        |
| 26 maggio 1998    | Lione               | Francia               | Halle Tony Garnier               |
| 27 maggio 1998    | Gand                | Belgio                | Flanders Expo                    |
| 29 maggio 1998    | Birmingham          | Regno Unito           | NEC Arena                        |
| 30 maggio 1998    | Newcastle upon Tyne | Regno Unito           | Telewest Arena                   |
| 31 maggio 1998    | Manchester          | Regno Unito           | Manchester Evening News Arena    |
| 3 giugno 1998     | Glasgow             | Regno Unito           | SECC                             |
| 4 giugno 1998     | Sheffield           | Regno Unito           | Sheffield Arena                  |
| 6 giugno 1998     | Londra              | Regno Unito           | Wembley Arena                    |
| 7 giugno 1998     | Londra              | Regno Unito           | Wembley Arena                    |
| 9 giugno 1998     | Arnhem              | Paesi Bassi           | Gelredome                        |
| 11 giugno 1998    | Amburgo             | Germania              | Alsterdorfer Sporthalle          |
| 12 giugno 1998    | Amburgo             | Germania              | Alsterdorfer Sporthalle          |
| 16 giugno 1998    | Parigi              | Francia               | Palais Omnisports de Paris-Bercy |
| 17 giugno 1998    | Londra              | Regno Unito           | Wembley Arena                    |
| Nord America      |                     |                       |                                  |
| 9 luglio 1998     | Washington          | Stati Uniti d'America | MCI Center                       |
| 11 luglio 1998    | Cleveland           | Stati Uniti d'America | Gund Arena                       |
| 12 luglio 1998    | Cincinnati          | Stati Uniti d'America | The Crown                        |
| 14 luglio 1998    | Grand Rapids        | Stati Uniti d'America | Van Andel Arena                  |
| 15 luglio 1998    | Moline              | Stati Uniti d'America | MARK of the Quad Cities          |
| 17 luglio 1998    | Detroit             | Stati Uniti d'America | Joe Louis Arena                  |
| 18 luglio 1998    | Detroit             | Stati Uniti d'America | Joe Louis Arena                  |
| 22 luglio 1998    | Camden              | Stati Uniti d'America | Blockbuster Sony E-Center        |
| 24 luglio 1998    | Rosemont            | Stati Uniti d'America | Rosemont Horizon                 |
| 25 luglio 1998    | Rosemont            | Stati Uniti d'America | Rosemont Horizon                 |
| 28 luglio 1998    | Milwaukee           | Stati Uniti d'America | Bradley Center                   |
| 29 luglio 1998    | Minneapolis         | Stati Uniti d'America | Target Center                    |
| 31 luglio 1998    | Maryland Heights    | Stati Uniti d'America | Riverport Amphitheatre           |
| 1º agosto 1998    | Kansas City         | Stati Uniti d'America | Kemper Arena                     |
| 3 agosto 1998     | Denver              | Stati Uniti d'America | McNichols Sports Arena           |
| 5 agosto 1998     | West Valley City    | Stati Uniti d'America | E Center                         |
| 8 agosto 1998     | Vancouver           | Canada                | General Motors Place             |
| 11 agosto 1998    | Portland            | Stati Uniti d'America | Rose Garden Arena                |
| 13 agosto 1998    | Oakland             | Stati Uniti d'America | The Arena in Oakland             |
| 14 agosto 1998    | Sacramento          | Stati Uniti d'America | ARCO Arena                       |
| 16 agosto 1998    | Mountain View       | Stati Uniti d'America | Shoreline Amphitheatre           |
| 20 agosto 1998    | Inglewood           | Stati Uniti d'America | Great Western Forum              |
| 23 agosto 1998    | Anaheim             | Stati Uniti d'America | Arrowhead Pond                   |
| 24 agosto 1998    | Fresno              | Stati Uniti d'America | Selland Arena                    |
| 26 agosto 1998    | Phoenix             | Stati Uniti d'America | America West Arena               |
| 28 agosto 1998    | San Diego           | Stati Uniti d'America | San Diego Sports Arena           |
| 29 agosto 1998    | Las Vegas           | Stati Uniti d'America | MGM Grand Garden Arena           |
| 3 settembre 1998  | Greenville          | Stati Uniti d'America | BI-LO Center                     |
| 4 settembre 1998  | Charlotte           | Stati Uniti d'America | Blockbuster Pavilion             |
| 5 settembre 1998  | Nashville           | Stati Uniti d'America | Nashville Arena                  |
| 7 settembre 1998  | Dallas              | Stati Uniti d'America | Starplex Amphitheatre            |
| 9 settembre 1998  | San Antonio         | Stati Uniti d'America | Alamodome                        |
| 11 settembre 1998 | West Palm Beach     | Stati Uniti d'America | Coral Sky Amphitheater           |
| 12 settembre 1998 | Tampa               | Stati Uniti d'America | Ice Palace                       |
| 15 settembre 1998 | Orlando             | Stati Uniti d'America | Orlando Arena                    |
| 16 settembre 1998 | Atlanta             | Stati Uniti d'America | Lakewood Amphitheatre            |
| 18 settembre 1998 | Boston              | Stati Uniti d'America | FleetCenter                      |
| 19 settembre 1998 | Atlantic City       | Stati Uniti d'America | Mark G. Etess Arena              |
| 21 settembre 1998 | Bristow             | Stati Uniti d'America | Nissan Pavilion                  |
| 22 settembre 1998 | Pittsburgh          | Stati Uniti d'America | Starlake Amphitheater            |
| 24 settembre 1998 | Columbus            | Stati Uniti d'America | Polaris Amphitheater             |
| 26 settembre 1998 | Rochester           | Stati Uniti d'America | Blue Cross Arena                 |
| 27 settembre 1998 | Ottawa              | Canada                | Corel Centre                     |
| 29 settembre 1998 | Toronto             | Canada                | SkyDome                          |
| 30 settembre 1998 | Montréal            | Canada                | Molson Centre                    |
| 2 ottobre 1998    | Worcester           | Stati Uniti d'America | Worcester Centrum                |
| 4 ottobre 1998    | Hartford            | Stati Uniti d'America | Hartford Civic Center            |
| 5 ottobre 1998    | University Park     | Stati Uniti d'America | Bryce Jordan Center              |
| 6 ottobre 1998    | East Rutherford     | Stati Uniti d'America | Continental Airlines Arena       |
| 10 ottobre 1998   | New York            | Stati Uniti d'America | Madison Square Garden            |
| 11 ottobre 1998   | New York            | Stati Uniti d'America | Madison Square Garden            |
| 14 ottobre 1998   | Baltimora           | Stati Uniti d'America | Baltimore Arena                  |
| 16 ottobre 1998   | Rosemont            | Stati Uniti d'America | Rosemont Horizon                 |
| 18 ottobre 1998   | Auburn Hills        | Stati Uniti d'America | The Palace of Auburn Hills       |
| 20 ottobre 1998   | Raleigh             | Stati Uniti d'America | Walnut Creek Amphitheatre        |
| 21 ottobre 1998   | Virginia Beach      | Stati Uniti d'America | GTE Virginia Beach Amphitheater  |
| 25 ottobre 1998   | Atlantic City       | Stati Uniti d'America | Mark G. Etess Arena              |
| 27 ottobre 1998   | Memphis             | Stati Uniti d'America | Pyramid Arena                    |
| 28 ottobre 1998   | New Orleans         | Stati Uniti d'America | Louisiana Superdome              |
| 30 ottobre 1998   | Houston             | Stati Uniti d'America | C.W. Mitchell Pavilion           |
| 31 ottobre 1998   | Houston             | Stati Uniti d'America | C.W. Mitchell Pavilion           |
| Africa            |                     |                       |                                  |
| 14 novembre 1998  | Città del Capo      | Sudafrica             | Green Point Stadium              |
| 19 novembre 1998  | Durban              | Sudafrica             | Kings Park Stadium               |
| 21 novembre 1998  | Johannesburg        | Sudafrica             | Ellis Park Stadium               |
| Oceania           |                     |                       |                                  |
| 27 novembre 1998  | Christchurch        | Nuova Zelanda         | WestpacTrust Centre              |
| 28 novembre 1998  | Christchurch        | Nuova Zelanda         | WestpacTrust Centre              |
| 30 novembre 1998  | Wellington          | Nuova Zelanda         | Queens Wharf Events Centre       |
| 1 dicembre 1998   | Wellington          | Nuova Zelanda         | Queens Wharf Events Centre       |
| 3 dicembre 1998   | Wellington          | Nuova Zelanda         | Queens Wharf Events Centre       |
| 5 dicembre 1998   | Auckland            | Nuova Zelanda         | Ericsson Stadium                 |
| 7 dicembre 1998   | Brisbane            | Australia             | Brisbane Entertainment Centre    |
| 9 dicembre 1998   | Sydney              | Australia             | Sydney Entertainment Centre      |
| 10 dicembre 1998  | Newcastle           | Australia             | Newcastle Entertainment Centre   |
| 12 dicembre 1998  | Sydney              | Australia             | Sydney Entertainment Centre      |
| 13 dicembre 1998  | Perth               | Australia             | Perth Entertainment Centre       |
| 14 dicembre 1998  | Perth               | Australia             | Perth Entertainment Centre       |
| 15 dicembre 1998  | Melbourne           | Australia             | Melbourne Park                   |
| 17 dicembre 1998  | Melbourne           | Australia             | Melbourne Park                   |
| 20 dicembre 1998  | Adelaide            | Australia             | Adelaide Entertainment Centre    |
| Asia              |                     |                       |                                  |
| 12 gennaio 1999   | Tokyo               | Giappone              | Nippon Budokan                   |
| 13 gennaio 1999   | Tokyo               | Giappone              | Nippon Budokan                   |
| 14 gennaio 1999   | Tokyo               | Giappone              | Nippon Budokan                   |
| 16 gennaio 1999   | Osaka               | Giappone              | Osaka-jō Hall                    |
| 17 gennaio 1999   | Osaka               | Giappone              | Osaka-jō Hall                    |
| 19 gennaio 1999   | Osaka               | Giappone              | Osaka-jō Hall                    |
| 20 gennaio 1999   | Osaka               | Giappone              | Osaka-jō Hall                    |
| 21 gennaio 1999   | Nagoya              | Giappone              | Nagoya Rainbow Hall              |
| 23 gennaio 1999   | Hamamatsu           | Giappone              | Hamamatsu Arena                  |
| 25 gennaio 1999   | Tokyo               | Giappone              | Nippon Budokan                   |
| 26 gennaio 1999   | Tokyo               | Giappone              | Nippon Budokan                   |
| Nord America      |                     |                       |                                  |
| 30 gennaio 1999   | Honolulu            | Stati Uniti d'America | Aloha Stadium                    |

## Personale

### Band
- Direttore artistico e musicale: Rex Salas
- Batteria: Lil John Roberts
- Tastiere: Rex Salas e Darrel Smith
- Percussioni: Terry Santiel
- Chitarra: David Barry
- Basso: Sam Sims
- Coristi: Stacy Campbell e Rebecca Valadez

### Ballerini
- Tina Landon (anche coreografa)
- Kelly Konno
- Gil Duldulao
- Michael Andrews
- Tyce Diorio
- Teresa Espinosa
- Shawnette Heard
- Nikki Pantenburg
- Robert Vinson

### Vari
- Direttore creativo: René Elizondo Jr
- Palcoscenico e video: Mark Fisher
- Tecnico delle luci: LeRoy Bennett
- Programmatore luci: Gary Westcott
- Costumi: David Cardona